# アリントン・キャッスル (コルベット)
アリントン・キャッスル (HMS Allington Castle) はイギリス海軍のキャッスル級コルベット。

## 艦歴
1942年12月9日発注。1943年7月22日起工。1944年2月29日進水。1944年6月19日竣工。
第二次世界大戦中、「アリントン・キャッスル」はOS85/KMS59船団、SL167/MKS58、JW60船団、RA60船団、OS92/KMS66船団、SL174/MKS65、JW62船団、RA62船団、JW63船団、RA63船団、JW65船団、RA65船団を護衛した。
1947年に予備役となり、1958年にスクラップとして売却された。